# ボスニア・ヘルツェゴビナ連邦軍
ボスニア・ヘルツェゴビナ連邦軍（ボスニア語、クロアチア語、セルビア語:Vojska Federacije Bosne i Hercegovine）は、1995年から2005年までのボスニア・ヘルツェゴビナの軍事組織。ボスニア・ヘルツェゴビナ紛争を終結させたデイトン合意によって、ボスニア・ヘルツェゴビナを構成する2つの構成体のうち、ボシュニャク人およびクロアチア人主体のボスニア・ヘルツェゴビナ連邦の軍として結成された。
ボスニア・ヘルツェゴビナ連邦軍は2つの組織によって構成されていた。1つはボシュニャク人主体（ボスニア・ヘルツェゴビナ政府に忠実なクロアチア人やセルビア人なども含む）のボスニア・ヘルツェゴビナ共和国軍（ARBiH）であり、もう1つは紛争中にクロアチア人の軍事組織として結成されたクロアチア防衛評議会（HVO）であった。
2004年には、ボスニア・ヘルツェゴビナの中央政府にボスニア・ヘルツェゴビナ国防省が新設された。この頃から、ボスニア・ヘルツェゴビナのもうひとつの構成体であるスルプスカ共和国のスルプスカ共和国軍（VRS）との統合が段階的に進められた。2005年にはボスニア・ヘルツェゴビナ連邦軍とスルプスカ共和国軍の兵士からなる民族混成の部隊がイラクに派遣された。2006年、ボスニア・ヘルツェゴビナ連邦軍とスルプスカ共和国軍は完全に統合され、ボスニア・ヘルツェゴビナ国防省の指揮下におかれるボスニア・ヘルツェゴビナ軍となった。

## 装備
小銃
- M16A1 - アメリカからの給与品。
- M16A2 - アメリカからの給与品。
- AR-15
- ツァスタバ M70
- AKS-47
- H&K HK33A3 - トルコからの給与品。

対戦車兵器
- 9M14 マリュートカ - 260門
- 9M111 ファゴット - 54門
- HJ-8 - 51門
- T-12 100mm対戦車砲 - 30門

機関砲
- ZU-23-2 23mm機関砲 - 19門
- ツァスタバ M55 20mm機関砲 - 48門

榴弾砲・カノン砲
- L118 105mm榴弾砲 - 36門
- M2A1 105mm榴弾砲 - 27門
- M-56 105mm榴弾砲 - 22門
- D-30 122mm榴弾砲 - 118門
- M-46 130mmカノン砲 - 23門
- D-20 152mm榴弾砲 - 18門
- M114A2 155mm榴弾砲 - 119門

戦車
- T-34-85 - 5両
- T-54 - 13両
- T-55 - 65両
- M-84 - 4両
- M60A3 パットン - 45両
- AMX-30B2 - 36両
- PT-76 - 1両

歩兵戦闘車
- BVP M-80 - 10両
- AMX-10P - 25両

装甲兵員輸送車
- M113A2 - 72両
- BTR-50 - 2両
- BOV-VP - 25両

自走榴弾砲
- 2S1 グヴォズジーカ - 3両

多連装ロケット砲
- M-63 プラメン - 36両
- APR-40 - 36両

自走式対空砲
- M53/59プラガ - 21両
- BOV-3 - 8両

地対空ミサイル
- 9K32 ストレラ-2
- 9K34 ストレラ-3

航空機
- UH-1H ヒューイ - 15機
- Mi-8 ヒップ - 22機
- Utva 75 - 3機